# Daibutsu-den
 (septembre 2016).
Le Daibutsu-den (大仏殿) est le bâtiment principal du Tōdai-ji (東大寺), situé dans la ville de Nara au Japon. Avec 57,5 m de long en façade, 50,5 m de large et une hauteur de 49,1 m, c'est la plus grande construction en bois du monde. Elle abrite une statue de Bouddha Vairocana, en bronze, de 15 m de haut qui pèse 437 tonnes. Cette structure est désignée patrimoine mondial par l'Unesco au titre des monuments historiques de l'ancienne Nara.

## Historique
Le bâtiment a été reconstruit deux fois après deux incendies distincts. Le bâtiment actuel a été achevé en 1709 et, bien qu'immense, 57 m sur 50, est en fait plus petit de 30 % que son prédécesseur.

## La statue du Bouddha Vairocana
La statue qui se trouve actuellement dans le Daibutsu-den n'est pas l'originale, qui a été refondue au XIIIe siècle.
Comme elle, l'originale représentait le Bouddha assis sur une fleur de lotus à 48 pétales, réalisant le geste de l'absence de crainte de la main droite et le geste du don de la main gauche. La statue, en bronze recouvert de feuilles d'or, mesurait plus de 14 m de haut, et a été fondue selon la technique de la fonte dans un moule segmenté. Elle a été réalisée sur l'ordre de l'empereur Shomu, qui voulait réaliser une statue colossale. 
À l'échelle va être réalisée une armature de bois qui va être recouverte de bambous et de planches de bois attachés et maintenus ensemble, ce qui donne un treillis de bois. L'ensemble est cerclé, puis recouvert de couches d'argile (la première mesure entre 110 et 120 cm d'épaisseur) dont la qualité va en augmentant. Cette coque d'argile va servir de paroi au moule, et va nécessiter 426 jours de travail pour donner forme à la statue.
On réalise alors les segments du moule. Pour cela, on recouvre la statue, du bas vers le haut, de différents matériaux (papier, argile, paille de riz, et à nouveau argile) sur environ 30 cm d'épaisseur. Une fois durcis, les segments sont ensuite retirés. Sur la statue d'argile (qui sert de moule intérieur), on retire 3 cm d'épaisseur, ce qui équivaut à l'épaisseur finale de la statue. On y dispose alors sur toute la surface 3390 cales en blocs de cuivre, pour maintenir la même épaisseur sur toute la surface de la statue. Les segments sont ensuite placés par-dessus, et renforcés par des couches de terre qui vont presser le segment extérieur du moule.
La pièce ne sera pas fondue en un seul coup, mais niveaux par niveaux, du bas vers le haut. Une fois le premier niveau réalisé, on renouvelle huit fois l'opération. À chaque fois, l'atelier de fonte se trouve au sommet du monticule de terre, qui ne cesse de monter.
Une fois la statue fondue, on retire les couches de terre et les moules. On installe un échafaudage de bois pour rectifier les défauts de fonte et rajouter les bras et les mains (fondus à part). On termine l'opération par le polissage et la dorure de la surface. La dorure est faite au mercure. pour cela, on dépose sur l'ensemble de la surface de la statue de l'acide acétique, afin que l'or puisse adhérer. Une pâte (1/5 d'or + 4/5 de mercure) y est déposée, puis chauffée pour que le mercure s'évapore. Il faudra polir à nouveau la statue pour révéler la dorure.
La statue est terminée en 752 et consacrée par la cérémonie d'ouverture des yeux. On retrouve finalement la protubérance crânienne, la touffe de poils entre les yeux et la peau dorée, les caractéristiques du Bouddha.

## Source de la traduction
- (es) Cet article est partiellement ou en totalité issu de l’article de Wikipédia en espagnol intitulé « Daibutsu-den » (voir la liste des auteurs).